# Сеньёр, Эдди
Эдди Сеньёр (фр. Eddy Seigneur; род. 15 февраля 1969, в Бове, Франция) —  французский профессиональный шоссейный велогонщик. Чемпион Франции в групповой гонке (1995). Четырёхкратный чемпион Франции в индивидуальной гонке (1996, 2002, 2003, 2004).

## Достижения
1987
2-й Чемпионат Франции  — Групповая гонка (юниоры)
1989
1-й Ronde de l'Oise — Генеральная классификация
1990
1-й Grand Prix de la ville de Nogent-sur-Oise
1-й Grand Prix de la ville de Pérenchies
3-й Тур Баварии — Генеральная классификация
1991
1-й — Пролог и Этап 4 (ИГ) Тур Пуату — Шаранты
2-й Тур Нормандии — Генеральная классификация
6-й Чемпионат мира — Командная гонка (вместе с Дидье Фэвр-Перре, Эрве Гарелем, Жаном-Луи Харелем),
1992
1-й — Пролог Тур де л’Авенир
2-й Гран-при Марсельезы
3-й Тур Пуату — Шаранты — Генеральная классификация
1993
1-й Grand Prix de Rennes
1-й — Этапы 10 и 12 Тур де л’Авенир
2-й Гран-при Исберга
2-й Гран-при Марсельезы
2-й Дуо Норман (вместе с Паскалем Лэнсом)
2-й Tour de l'Oise et de la Somme
3-й Четыре дня Дюнкерка — Генеральная классификация
1-й — Этап 2b (ИГ)
3-й Гран-при Наций
3-й Хроно Наций
1994
1-й  Четыре дня Дюнкерка — Генеральная классификация
1-й — Этап 2b (ИГ)
1-й — Этап 21 Тур де Франс
1-й — Пролог Тур де л’Авенир
2-й Тур дю От-Вар
2-й Tour de l'Oise et de la Somme
1995
1-й  Чемпион Франции - Групповая гонка
1-й — Этап 1 Кольцо Сарта
2-й Шатору - Классик де л'Индр
1996
1-й  Чемпион Франции - Индивидуальная гонка
1-й Тур Пуату — Шаранты — Генеральная классификация
1-й — Этап 5 (ИГ)
1997
1-й  Кольцо Лотарингии — Генеральная классификация
1-й — Этап 3 (ИГ)
2-й Дуо Норман (вместе с Андреа Перроном)
4-й Гран-при Наций
2000
2-й Чемпионат Франции - Индивидуальная гонка
2001
1-й — Этап 7 (ИГ) Кольцо Лотарингии
2-й Классика Харибо
3-й Чемпионат Франции - Индивидуальная гонка
2002
1-й  Чемпион Франции - Индивидуальная гонка
2003
1-й  Чемпион Франции - Индивидуальная гонка
1-й — Этапы 1 и 5 (ИГ) Вольта Алентежу
2004
1-й  Чемпион Франции - Индивидуальная гонка
1-й Дуо Норман (вместе с Фредериком Фино)
5-й Гран-при Наций

## Статистика выступлений

### Гранд-туры
| Гонка           | 1992 | 1993 | 1994 | 1995 | 1996 | 1997 | 1998 | 1999 | 2000 | 2001 | 2002 | 2003 | 2004 |
| --------------- | ---- | ---- | ---- | ---- | ---- | ---- | ---- | ---- | ---- | ---- | ---- | ---- | ---- |
| Джиро д'Италия  | 112  | НФ   | —    | —    | —    | —    | —    | —    | —    | —    | —    | —    | —    |
| Тур де Франс    | —    | —    | 51   | НФ   | НФ   | —    | НФ   | —    | —    | 95   | 143  | —    | НФ   |
| Вуэльта Испании | —    | —    | —    | НФ   | —    | —    | НФ   | —    | НФ   | —    | —    | —    | —    |

| —  | Не участвовал  |
| НФ | Не финишировал |